# Acheloos (mitologia)

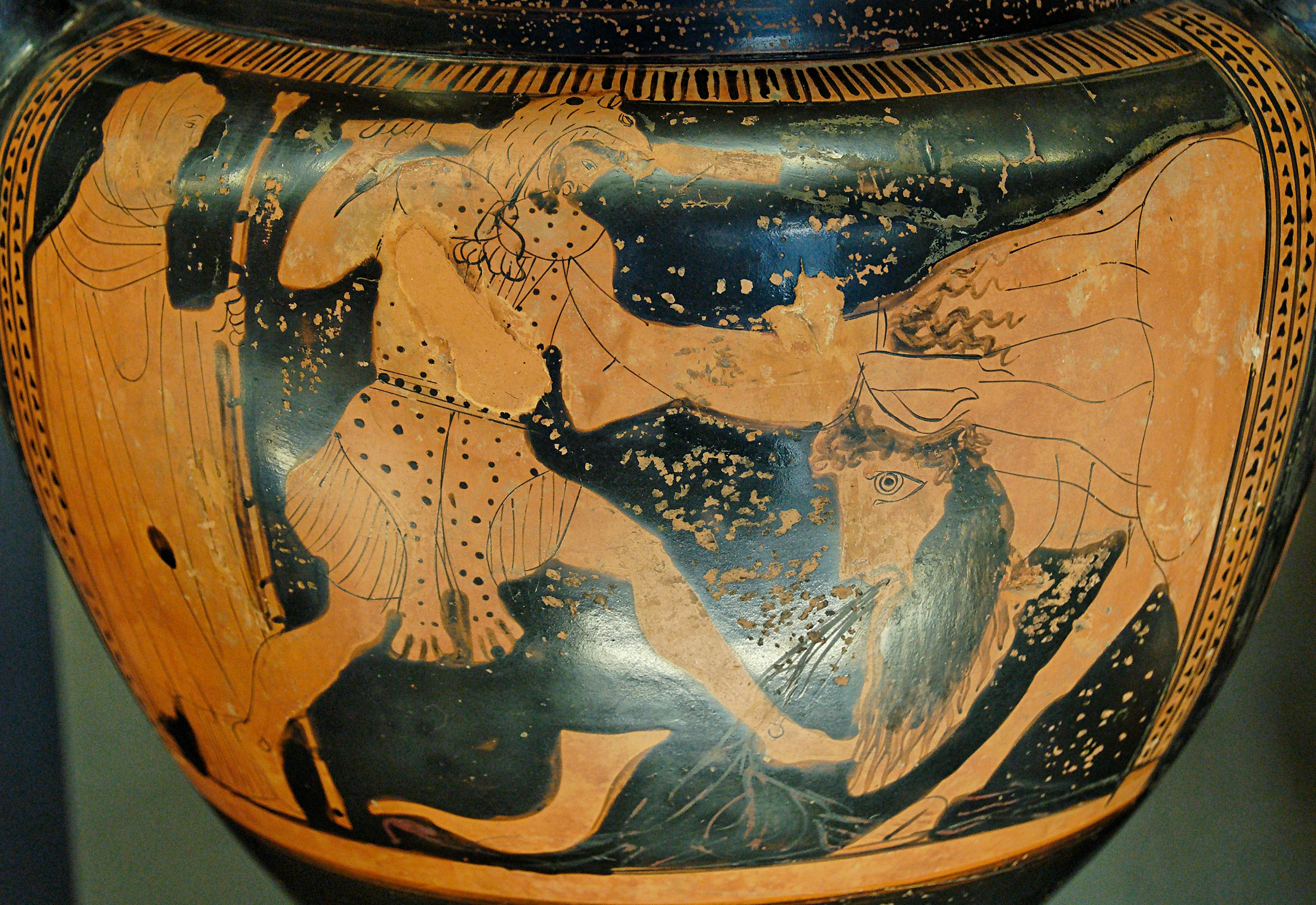
Herakles walczący z Acheloosem o rękę Dejaniry (malowidło z wazy greckiej, poł. V w. p.n.e.)

Acheloos (gr. Ἀχελῷος) – w mitologii greckiej bóg i uosobienie rzeki Aspropotamos (Acheloos).
Uchodził za syna Okeanosa i Tetydy. Uważany za jednego z najstarszych spośród 3000 swoich braci-bóstw rzecznych.
Niektóre z mitów uważają go też za syna Heliosa i Gai bądź za jednego z potomków Posejdona. Odnoszący się do tego przekaz podaje, że rzeka pierwotnie nosiła nazwę Forbas, gdy przechodzący przez nią Acheloos został zraniony strzałą, która go uśmierciła. Wpadł do rzeki, którą od tej pory nazywano jego imieniem.
Przypisuje się mu liczne miłości. Z Melpomene spłodził syreny. Miał też romanse z innymi muzami. Jest ojcem wielu źródeł Pejrene, Kastalii, Dirke, Kalliroe.
Acheloos jako bliski sąsiad Ojneusa, króla Kalidonu, poprosił o rękę Dejaniry, córki Ojneusa. Dejanira nie chciała mieć tak uciążliwego małżonka, który jako bóg rzeczny potrafił przybierać różne postaci (byka czy potwora), co przerażało jego wybrankę. Kiedy na dworze Ojneusa zjawił się Herakles i poprosił o rękę Dejaniry, ta zgodziła się bez chwili namysłu.
Ojneus wezwał Heraklesa, by uzasadnił swą prośbę. Ten stwierdził, że Dejanira zostanie synową Zeusa i spadnie na nią blask wykonanych przez niego dwunastu prac. Acheloos, darzący pogardą herosa, stwierdził, że jest znaną osobistością i ojcem wszystkich wód greckich, a nie przybłędą jak Herakles, zaś wyrocznia w Dodonie nakazuje wszystkim odwiedzającym składać mu ofiary. Potem dodał, że Herakles nie jest prawdziwym synem Zeusa, gdyż jego matka była cudzołożnicą. Zagniewany Herakles odparł, że nie pozwoli na bezkarne obrażanie jego matki. Między zalotnikami wywiązała się walka. Acheloos został powalony na plecy. Wówczas przemienił się w węża i próbował uciec. Herakles zaśmiał się, twierdząc, że węże dusił już będąc malcem. Pochylił się, by złapać przeciwnika za szyję.
Wówczas bóg przemienił się w byka i ponownie zaatakował. Herakles odskoczył w bok, chwycił boga za oba rogi i rzucił o ziemię. Oderwał się jeden z rogów rzecznego bóstwa. Wtedy Acheloos uznał zwycięstwo herosa i poddał się. Odstąpił Heraklesowi prawo poślubienia Dejaniry, ale żądał zwrotu rogu. W zamian ofiarował mu róg kozy Amaltei, który dostarczał kwiatów i owoców. Inne mity podają, że cudownym rogiem był róg Acheloosa, który został zamieniony przez najady w róg obfitości.
Acheloos uważa się także za twórcę pięciu wysp Echanid, które znajdowały się przy ujściu rzeki do morza. Kiedy cztery nimfy składały ofiary na brzegach Acheloosu, wymieniając innych bogów, zapomniały o Acheloosie. Rozgniewany bóg spiętrzył wody rzeki i porwał nimfy do morza, gdzie zamieniły się w wyspy. Piąta wyspa to Perimele. Była młodą dziewczyną, w której bóg zakochał się i uwiódł ją. Rozgniewany ojciec Perimele, imieniem Hippodamas, wrzucił ją do rzeki w trakcie porodu. Na prośbę Acheloosa dziewczyna została zamieniona przez Posejdona w wyspę.